# Manduca griseata
Manduca griseata är en fjärilsart som beskrevs av Butler 1875. Manduca griseata ingår i släktet Manduca och familjen svärmare. Inga underarter finns listade i Catalogue of Life.